# Paolo della Bella (artista)
Paolo della Bella (Bagno a Ripoli, 1944) è un artista italiano.

## Biografia
Nel 1967 è Medaglia d'Oro al Salone Internazionale dei Comic di Lucca, nell'ambito del 2º concorso per un nuovo personaggio a fumetti.
Nello stesso anno fonda con Graziano Braschi e Berlinghiero Buonarroti il Gruppo Stanza, che ha nell'umorismo grafico il punto di riferimento del proprio lavoro e con il quale pubblica alcuni libri interamente stampati in serigrafia.
Tra la fine degli anni sessanta e l'inizio degli anni settanta con il Gruppo Stanza espone disegni e opere grafiche in varie gallerie italiane.
Nel 1971, sempre insieme al Gruppo Stanza - seguendo la scia della più antica rivista socialista L'Asino (dei primi del Novecento) - dà vita alla rivista di umorismo grafico e satira politica Ca Balà,, «madre della moderna satira politica italiana»,
Nel 1982 con il Gruppo Stanza produce la mostra Humour mon Amour - rassegna di umorismo grafico 1940-1982, allestita alla Palazzina Mangani di Fiesole, catalogo Edizioni Il Candelaio, con presentazione discussa e realizzata insieme all'amico Cesare Zavattini e con un intervento di Luigi Malerba.
Dagli inizi degli anni ottanta fino al 2001, oltre a produrre manifesti per la Regione Toscana e il Comune di Fiesole, documenta, con la macchina fotografica, sempre a Fiesole, eventi, manifestazioni e personaggi che ci hanno vissuto

o che ci sono passati per una ragione qualsiasi.
Nel 1994 pubblica il libro oggetto Bugie vere, presentato insieme ad una sua mostra personale, allo storico Caffè Letterario Le Giubbe rosse di Firenze.
Nel 1999 ha realizzato la mostra personale antologica al Parlamento Europeo di Strasburgo Un sogno fatto alla presenza della ragione, a cura di Laura Corti, catalogo con prefazione di Antonio Paolucci.
Hanno avuto particolare attenzione le opere con Paolo Albani Forse Queneau (1999), enciclopedia delle scienze anomale e Mirabiblia (2003), catalogo di libri inesistenti, considerati da alcuni i suoi migliori lavori.
Dal 2010 al 2013 ha collaborato con vignette satiriche al settimanale socialista L'Avanti della Domenica
Dal 2011 collabora con la rivista settimanale on line Cultura Commestibile.
Festivaletteratura 2018, Mantova, sabato 8 settembre, aula magna dell'Università: "Quando la matita lascia il segno",  lo scrittore Ermanno Cavazzoni e il giornalista Stefano Salis, incontrano Paolo della Bella  per parlare del libro Uno Sguardo profondo.

## Mostre con il Gruppo Stanza (selezione)
- Il Ponte, San Giovanni Valdarno, con prefazione al catalogo di Umberto Eco; 1969.
- Galleria Inquadrature, Firenze; 1969.
- Galleria Il Triglione, Venezia; 1969.
- Galleria Agrifoglio, Milano; 1971.
- Galleria Libreria Einaudi, Milano; 1973.
- Galleria La Bottega, Ravenna; 1981.

## Mostre (selezione)
- Un sogno fatto alla presenza della ragione, personale al Parlamento europeo di Strasburgo, 1999.
- 9.9.99., VB Art Center, Firenze, presentazione di Antonio Paolucci, 1999.
- della bella visita della porta Phytognomonica (1583), «un'estensione della fisiognomica applicata alle caratteristiche delle piante» di Giovan Battista Della Porta (1535-1615), Firenze e Fiesole, 2000.
- Io sono Don Chisciotte per fortuna, Galleria La Bottega, La Biblioteca Classense, Ravenna, a cura di Giovanna M. Carli, 2004.
- Il mondo festeggiante Stefano della Bella & Paolo della Bella (xvii – xxi secolo), a cura di Anna Forlani Tempesti e Giovanna M. Carli, Consiglio regionale della Toscana in collaborazione con il Gabinetto Disegni e Stampe degli Uffizi, Firenze, 2006.
- 30x30x30 esercizi di stile di Paolo della Bella, (con un pregevole «auspicio» di Piergiorgio Odifreddi[9]),  Galleria Dinamo, Livorno, 2008.
- Obiettivo Fiesole, Scatti e Ritratti di Paolo della Bella e Stefano Giraldi - «Fiesole descritta attraverso i personaggi che l'hanno visitata, animata, vissuta», Mostra fotografica, Fiesole, 2009.
- La tirannia del capolavoro, reportages da Firenze e dalla Toscana di Giorgio Manganelli, (Estratti da La Favola pitagorica, Adelphi, 2005), Paolo della Bella e Lietta Manganelli (a cura di), 2009.
- Cento disegni per Centuria, 100 tavole originali ispirate all'omonimo libro di Giorgio Manganelli, Casa delle Letterature, Roma, maggio-luglio 2010.
- Parchè?, QUADRO 0,96 "Lo spazio espositivo più piccolo del mondo", Fiesole, dicembre 2010 - gennaio 2011.
- Cento disegni per Centuria, liberamente ispirati al libro di Giorgio Manganelli, Biblioteca Classense-Manica lunga, Ravenna, febbraio-aprile 2011. Introduzione al catalogo di Salvatore Silvano Nigro.
- MULAX. Maison de l'Italie", Paris, 09 -17 maggio 2012. Mostra organizzata dall'Associazione italo francese ACUTO, a cura di Beatrice Biagini. Collettiva con Françoise Canal, Andrea Chiarantini, Kiki Franceschi, Aldo Frangioni, Marie Claire Wagner.
- DOVE STA "ZA"?. 110 Artisti per i 110 Anni di Cesare Zavattini. QUADRO 0,96 lo spazio espositivo più piccolo del mondo, Fiesole, 20 settembre 2012 - 18 gennaio 2013 " Ideata e curata da Paolo della Bella e Aldo Frangioni. Catalogo Cadmo Edizioni con prefazione di Claudio Carabba.
- Cuori infanti. 13 Artisti nel Cuore di Firenze". Studio Rosai, via Toscanella, 18, Firenze. 09 - 16 febbraio 2013. Mostra a cura di Stefano Giraldi.
- ...e lasciateli divertire!. La Corte Arte Contemporanea, Firenze, 05- 22 giugno 2015. Paolo della Bella e Aldo Frangioni, un omaggio ai 130 anni di Aldo Palazzeschi. Catalogo Cadmo Edizioni con prefazione di Laura Monaldi e con un Pre-Testo di Paolo Poli.

## Libri
- Settantuno (1968), libro-oggetto, stampato in serigrafia;
- Settantaquattro (1970), stampato in serigrafia; prefazione di Giambattista Vicari.
- Cronologia, Poesie 1967-1974] Collettivo r, 1977.
- Sorrisi, pamphlet di disegni e poesie, Amanrote, 1992.
- Bugie vere, libro oggetto, Amanrote, 1994.
- Forse Queneau. Enciclopedia delle Scienze Anomale, Zanichelli, 1999[10].
- Mirabiblia. Catalogo ragionato di libri introvabili, Zanichelli, 2003.
- La tirannia del capolavoro, (a cura di),  reportages da Firenze e dalla Toscana di Giorgio Manganelli. CRT, 2009.
- Uno sguardo profondo. Viaggio nello humour e nella satira, Cadmo edizioni, 2018. Paolo della Bella (con la collaborazione di Laura Monaldi e Claudia Paterna).

## Opere visive
- Antologia Ad Hoc[11]